# Hestina chinensis
Hestina chinensis är en fjärilsart som beskrevs av John Henry Leech 1890. Hestina chinensis ingår i släktet Hestina och familjen praktfjärilar. Inga underarter finns listade i Catalogue of Life.